# Wald im Pinzgau
Wald im Pinzgau è un comune austriaco di 1 152 abitanti nel distretto di Zell am See, nel Salisburghese. Nel 1939 stato soppresso ad accorpato a Krimml per costituire il nuovo comune di Krimml-Wald, disciolto nel 1945 quando i due comuni riacquistarono l'autonomia amministrativa.